# Golek, Krško
Golek je naselje v Občini Krško.